# Notopleura costaricensis
Notopleura costaricensis är en måreväxtart som beskrevs av Charlotte M. Taylor. Notopleura costaricensis ingår i släktet Notopleura och familjen måreväxter. Inga underarter finns listade i Catalogue of Life.